# Omni Loop
Omni Loop ist ein Science-Fiction-Drama von Bernardo Britto. Der Film mit Mary-Louise Parker und Ayo Edebiri in den Hauptrollen feierte im März 2024 beim South by Southwest Film Festival seine Premiere und kam im September 2024 in die US-Kinos.

## Handlung
Zoya Lowe, eine 55-jährige Physikerin, erlebt in einer Zeitschleife die letzten 5 Tage ihres Lebens immer wieder. Sie wird aus dem Krankenhaus als unheilbar entlassen, nachdem ein Arzt ihrem Ehemann Donald, ihrer Tochter Jayne und deren Verlobtem Morris erklärt hat, dass sich ein „schwarzes Loch“ in Zoyas Brust befindet und sie wahrscheinlich höchstens noch eine Woche zu leben hat. Der Krankenwagenfahrer rät der Familie, es Zoya zuhause bequem zu machen und für jede mögliche Ablenkung zu sorgen, damit sie nicht über den Tod nachdenken muss.
Zoya weiß jedoch bis ins kleinste Detail, was in den nächsten Tagen auf sie zukommt, denn die einst vielversprechende Quantenphysikerin, die in Princeton forschte, steckt in einer Zeitschleife fest. Sie wird sich mit ihrem Verleger wegen eines Lehrbuchs für moderne Physik treffen, wird ihr Testament ändern und ihre Mutter im Pflegeheim besuchen. Auch die vorzeitig von ihrer Familie organisierte Feier ihres 55. Geburtstags ist keine Überraschung mehr für sie. Bevor sie die Kerzen ausblasen kann, muss sie den Raum mit Nasenbluten verlassen. Im Bad nimmt sie eine Pille aus einer gelben Plastikdose, die sie als 12-jähriges Mädchen in einem Park gefunden hatte. Die Pille versetzt Zoya um 5 Tage in der Zeit zurück, und sie erwacht wieder im Krankenhaus, um  die letzten 5 Tage ihres Lebens erneut zu erleben.

## Produktion

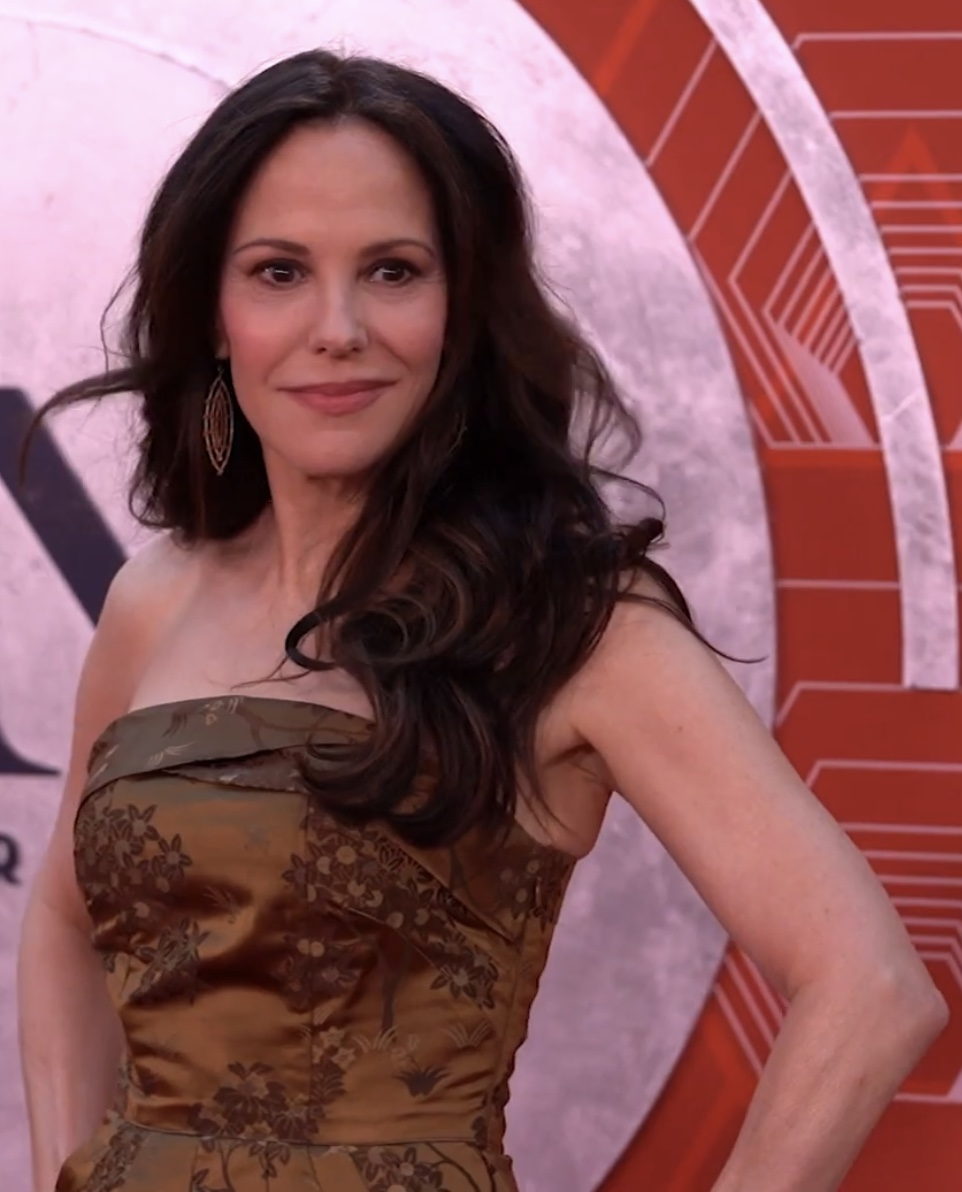
Mary-Louise Parker spielt Zoya Lowe

Regie führte der Brasilianer Bernardo Britto, der auch das Drehbuch schrieb. Es handelt sich bei Omni Loop um seine zweite Regiearbeit nach der Mockumentary Jacqueline Argentine aus dem Jahr 2016.
Der Titel des Films bezieht sich auf das Metromover-ÖPNV-System Miamis. Der „Omni Loop“ ist eine von insgesamt drei in der Stadt verkehrenden Schleifenlinien.
Mary-Louise Parker spielt Zoya Lowe, eine einst vielversprechende Quantenphysikerin in Princeton. Carlos Jacott spielt ihren Ehemann Donald. Hannah Pearl Utt ist in der Rolle ihrer Tochter Jayne zu sehen und Chris Witaske als deren Verlobter Morris. Ayo Edebiri spielt Paula, mit der Zoya im Labor weiter an ihren Forschungen aus ihrer Zeit in Princeton arbeitet. Fern Katz spielt Zoyas Mutter. Riley Elise Fincher-Foster spielt die 12-Jährige, die zu Beginn des Films zu sehen ist.
Kamerafrau Ava Benjamin Shorr war zuletzt für die Filme Gossamer Folds von Lisa Donato und Baja Come Down von Anderson Matthew tätig.
Die Filmmusik steuerte die aus dem Pazifischen Nordwesten stammende Kaitlyn Aurelia Smith bei, die in der Vergangenheit mit Bands wie King Gizzard & the Lizard Wizard zusammenarbeitete.
Die Weltpremiere von Omni Loop fand am 13. März 2024 beim South by Southwest Film Festival statt, wo der Film in der Sektion Narrative Spotlight gezeigt wurde. Der erste Trailer wurde Mitte August 2024 vorgestellt. Am 20. September 2024 kam der Film in die US-Kinos.

## Rezeption

### Kritiken
Von den bei Rotten Tomatoes aufgeführten Kritiken sind 83 Prozent positiv. Bei Metacritic erhielt der Film einen Metascore von 68 von 100 möglichen Punkten.

### Auszeichnungen
Artios Awards 2025
- Nominierung für das Beste Casting in einer Low-Budget-Produktion – Komödie oder Drama[12]

South by Southwest Film Festival 2024
- Nominierung für den Publikumspreis in der Sektion Narrative Spotlight (Bernardo Britto)